# Sørvágsvatn
Sørvágsvatn (également appelé Leitisvatn) est le plus grand lac des Îles Féroé. Il est situé sur l'île de Vágar, entre la commune de Sørvágs et la commune de Vága. Sa superficie est de 3,4 km2, soit plus de trois fois celle de Fjallavatn, le second plus grand lac de l'archipel, également situé sur Vágar. Le lac s'écoule dans l'océan Atlantique par la chute Bøsdalafossur.
Bien que très proche de la mer, le lac est situé à 30 m au-dessus de celle-ci. Mais une illusion d'optique semble attribuer à ce lac une altitude très supérieure : avec certains angles de vue, le lac semble surplomber la mer d'une centaine de mètres.

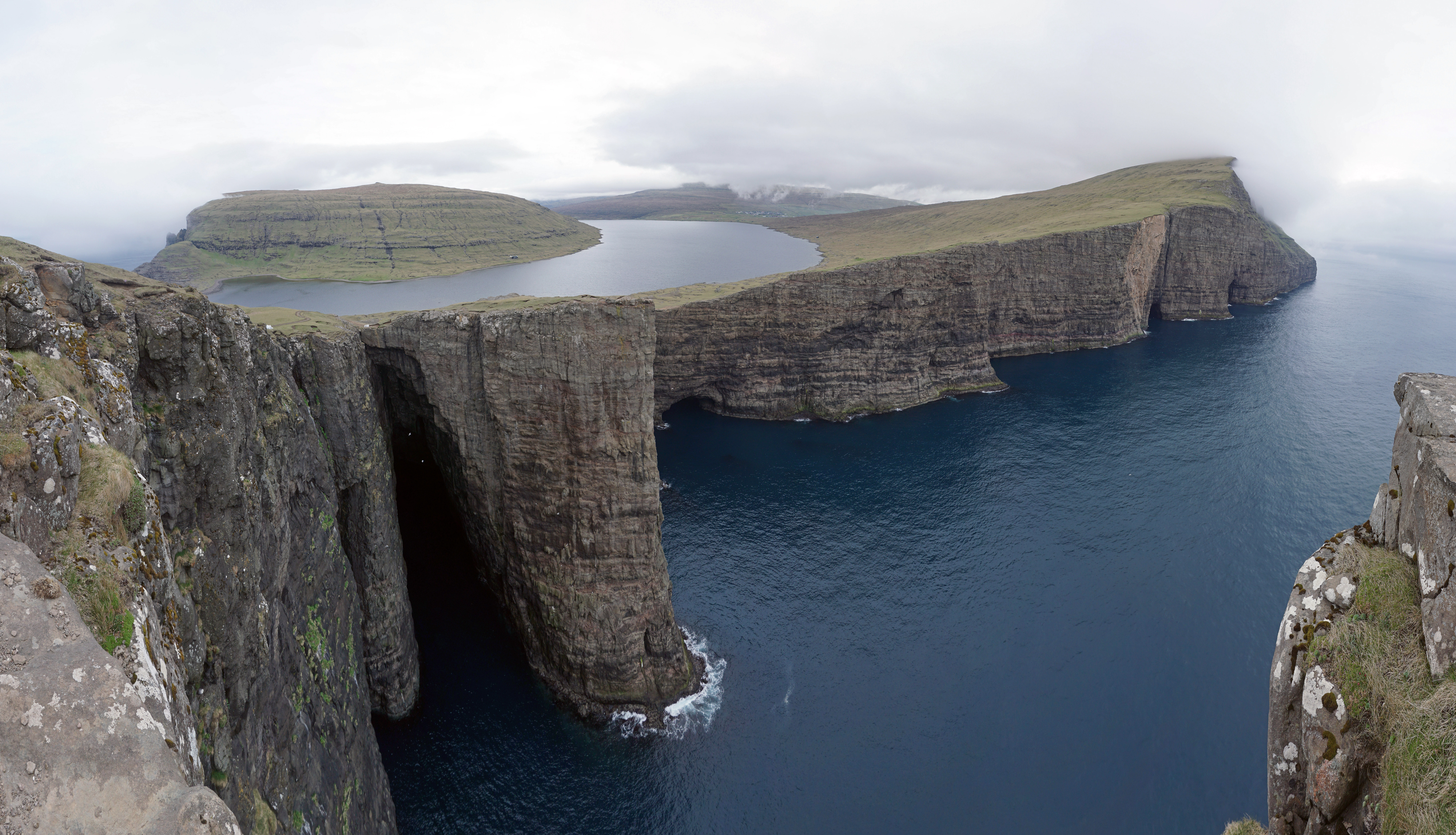
La vue du lac la plus connue, qui illustre l'illusion d'optique.